# Århus Bugt
Århus Bugt är en vik i Danmark. Den ligger öster om staden Århus i Region Mittjylland, i den centrala delen av landet, cirka 150 kilometer väster om Köpenhamn.
Klimatet i området är tempererat. Årsmedeltemperaturen i trakten är 8 °C. Den varmaste månaden är augusti, då medeltemperaturen är 17 °C, och den kallaste är februari, med 0 °C.